# Zethus clypearis
Zethus clypearis är en stekelart som beskrevs av Henri Saussure 1875. Zethus clypearis ingår i släktet Zethus och familjen Eumenidae. Utöver nominatformen finns också underarten Z. c. solaris.